# Roberto Abbondanzieri
Roberto Carlos „Pato” Abbondanzieri (ur. 19 sierpnia 1972 w Bouquet) – argentyński piłkarz pochodzenia włoskiego grający na pozycji bramkarza.
Z reprezentacją Argentyny, w której barwach występował od 2004 do 2008 roku, zdobył wicemistrzostwo Ameryki Południowej; znalazł się także w kadrze na Mundial 2006. Przez dziesięć lat był zawodnikiem Boca Juniors, z którym trzykrotnie triumfował w rozgrywkach o Copa Libertadores. W latach 2006–2008 grał w klubie Getafe CF; w latach 2008–2009 ponownie w Boca Juniors.

## Kariera piłkarska
Przez dwa lata występował w CA Rosario Central, z którym w 1995 roku zdobył Puchar CONMEBOL. W 1996 roku trafił do Club Atlético Boca Juniors, gdzie długo był tylko zmiennikiem Kolumbijczyka Oscara Cordoby. Po odejściu Cordoby do włoskiego klubu Reggina 1914 w 2002 roku przejął od niego koszulkę z numerem 1.
Dwa lata później, kiedy nowym selekcjonerem reprezentacji Argentyny został José Néstor Pekerman, zadebiutował w barwach drużyny narodowej. Był pierwszym bramkarzem Argentyny w czasie mistrzostw Ameryki Południowej 2004 i Pucharu Konfederacji 2005 oraz wziął udział we wszystkich meczach eliminacji do Mundialu 2006 oraz w samych mistrzostwach, na których Argentyńczycy doszli do ćwierćfinału.
W lecie 2006 wyjechał z ojczyzny i za 1,5 mln euro przeszedł do hiszpańskiego Getafe CF. Po pobycie w Hiszpanii powrócił do ojczyzny, do stołecznego Boca Juniors, a w 2010 roku przeszedł do brazylijskiego Internacionalu.

## Sukcesy piłkarskie
- Puchar CONMEBOL 1995 z Rosario Central
- Apertura 1998, 2000, 2003 i 2005, Clausura 1999 i 2006, Copa Libertadores 2000, 2001 i 2003, Puchar Interkontynentalny 2000 i 2003, Copa Sudamericana 2004 i 2005 oraz Recopa Sudamericana 2005 z Boca Juniors
- ćwierćfinał Pucharu UEFA 2007-08 z Getafe CF
- Najlepszy bramkarz Ameryki Południowej w 2003 roku.

W reprezentacji Argentyny od 2004 roku rozegrał 44 mecze – wicemistrzostwo Ameryki Południowej 2004, II miejsce w Pucharze Konfederacji 2005 oraz start na Mundialu 2006 (ćwierćfinał).